# Bistum Beauvais
Das Bistum Beauvais (lateinisch Dioecesis Bellovacensis, französisch Diocèse de Beauvais) ist ein Bistum der römisch-katholischen Kirche in Frankreich mit Sitz in Beauvais, das sich über das Gebiet des Départements Oise erstreckt. Im März 2010 wurde Jacques Benoit-Gonnin als Nachfolger von Jean-Paul James zum Bischof ernannt.

## Geschichte
Als erster Bischof und Gründer des Bistums im 3. Jahrhundert gilt der Heilige Lucianus.
Der Bischof von Beauvais war im Mittelalter einer der Pairs von Frankreich.
Infolge der Französischen Revolution wurde das Bistum 1801 aufgelöst und dem Bistum Amiens hinzugefügt. 1822 wurde es wieder errichtet, wobei ihm auch die Gebiete des Bistums Noyon und des Bistums Senlis eingegliedert wurden. 1851 wurde es deshalb in Bistum Beauvais(-Noyon-Senlis) umbenannt. Die Kathedrale Saint Pierre in Beauvais wurde zum Bischofssitz.

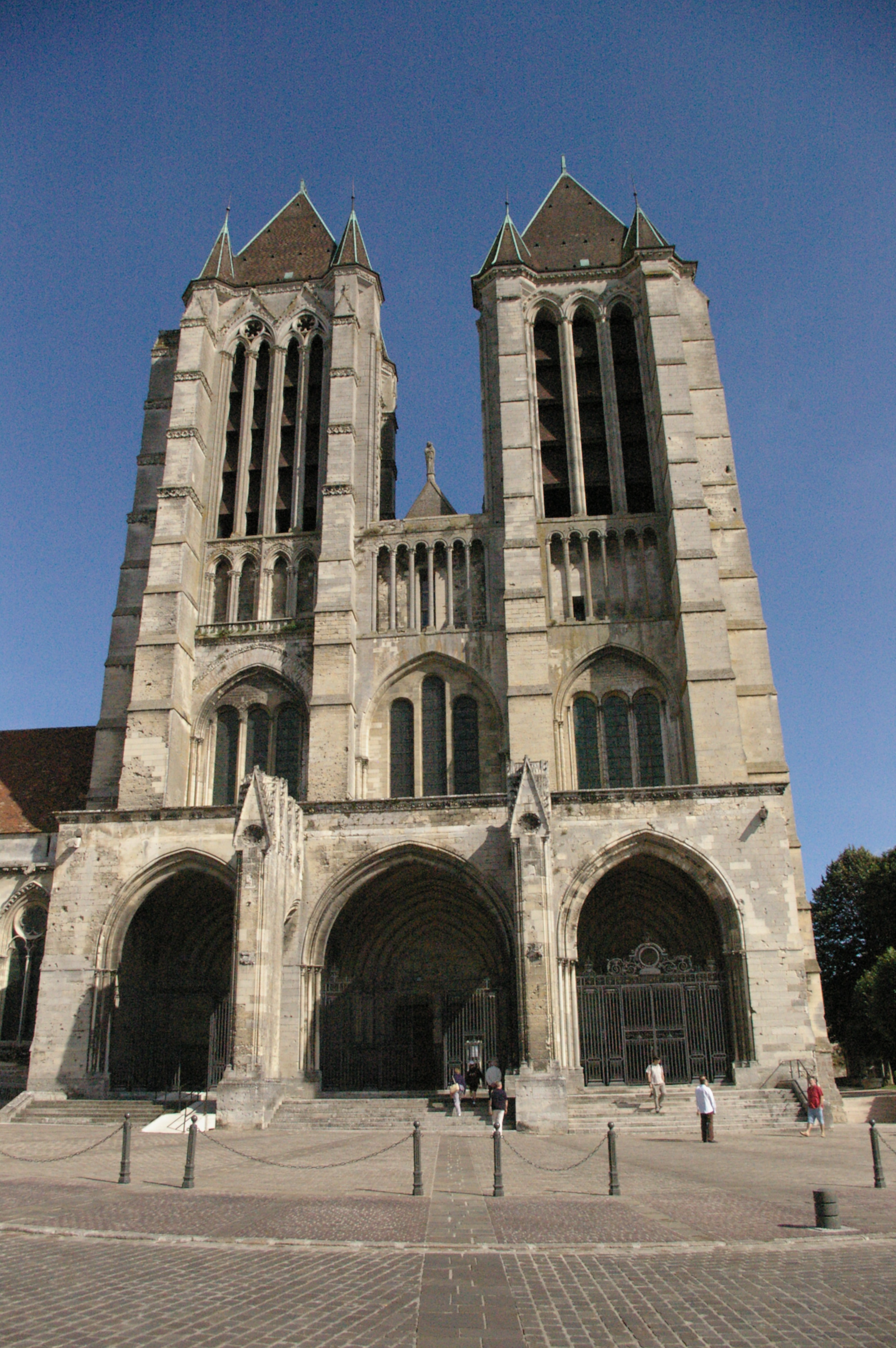
Die Kathedrale von Noyon
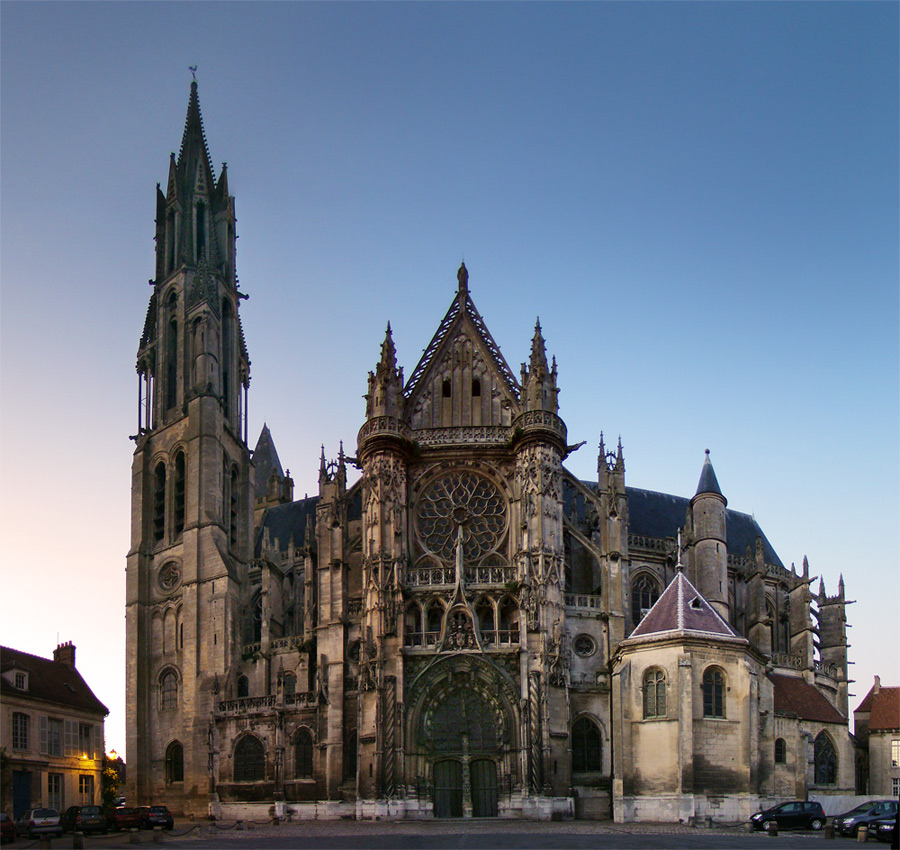
Die Kathedrale von Senlis
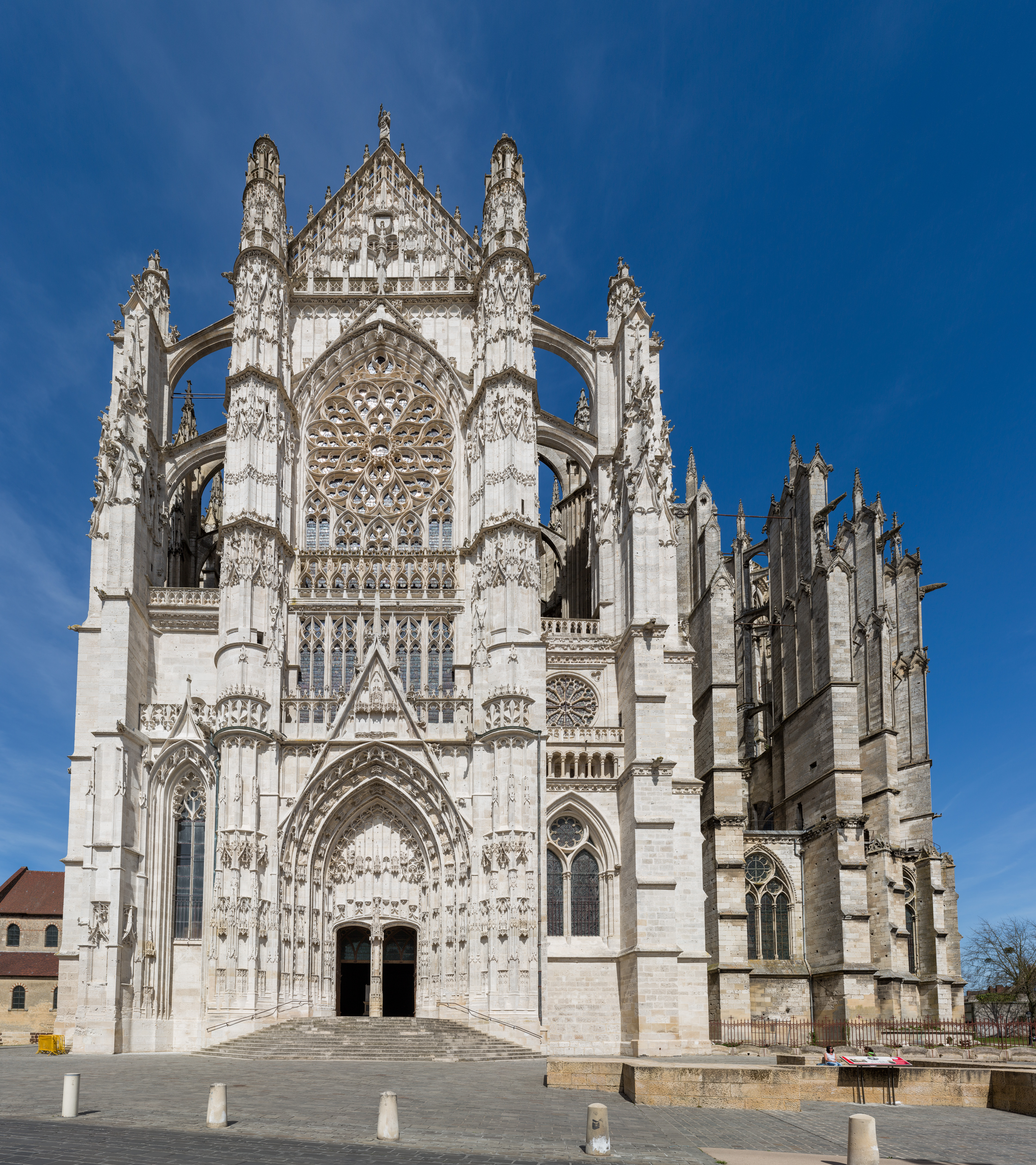
Die Kathedrale von Beauvais